# Don Mochan
Don D. Mochan (* 1928; † 7. Dezember 2014 in Te Awamutu) war ein neuseeländischer Squashspieler.

## Karriere
Don Mochan, der in Manawatu aufwuchs und in Palmerston North zur Schule ging, war in den 1950er-Jahren als Squashspieler aktiv und zählte in dieser Zeit zu den besten Spielern des Landes. Mit der neuseeländischen Nationalmannschaft absolvierte er mehrere internationale Begegnungen, darunter das erste Spiel der Nationalmannschaft überhaupt im Jahr 1953 gegen Australien. Er gewann 1953, 1955 und 1957 die neuseeländische Landesmeisterschaft.
Mochan hatte fünf Kinder.

## Erfolge
- Neuseeländischer Meister: 3 Titel (1953, 1955, 1957)